# 特斯拉纽约超级工厂
特斯拉纽约超级工厂（英語：Gigafactory New York，或者Gigafactory 2）也称纽约超级工厂，是特斯拉在纽约州布法罗市租赁的工厂。这家工厂由纽约州所有，建在一块由前钢铁厂修复的棕地上。该工厂于2014年开始建设，并于2016-17年完工。生产光伏电池、电池板和特斯拉增压器等产品。

## 历史
20世纪初，共和钢铁公司在布法罗河沿岸经营着一家钢铁厂，因为锈带地区去工业化且制造业低迷，于1984年关闭。
2013年，州长安德鲁·科莫宣布建立布法罗高科技制造中心，用于开发清洁能源企业孵化中心，并将钢铁厂留下的棕土清理。场地的开发将由纽约州立大学理工学院管理。
2014年9月光伏电池供应商SolorCity的基地开始建设。
2016年马斯克花26亿美元买下SolorCity，并入特斯拉能源版块。
2016年工厂建设完成，并在2017年前配备了设备。
2017年8月，工厂开始生产太阳能电池板。并曾与松下合作，使用进口的日本光伏电池进行组装产品
2018年，开始生产单个太阳能电池；2019年至2020年初，推出太阳能屋顶光伏电池板。